# Zisterzienserinnenabtei Bonlieu (Haute-Savoie)
Die Zisterzienserinnenabtei Bonlieu war von 1165 bis 1793 ein Kloster der Zisterzienserinnen, zuerst in Sallenôves, ab 1648 in Annecy im französischen Département Haute-Savoie.

## Geschichte
Die im 11. Jahrhundert in Chilly gegründete Benediktinerinnenabtei wurde wegen eines Erdrutsches nach Bonlieu-sous-Sallenove (heute: Sallenôves, fünfzehn Kilometer nordwestlich Annecy) verlegt und dort 1165 von der Zisterzienserinnenabtei Le Betton mit Hilfe des örtlichen Adels zisterziensisch neu begründet. Von Bonlieu aus wurde 1179 (oder später) die Zisterzienserinnenabtei Sainte-Catherine-du-Mont-de-Semnoz gegründet. 1648 wechselte der Konvent Bonlieu ohne den alten Ort gänzlich aufzugeben in die Stadt Annecy und nahm 1780 die letzten Nonnen von Sainte-Catherine auf. 1793 kam es durch die Französische Revolution in Annecy zur Schließung des Klosters.
Im Weiler Bonlieu sind in der Straße Impasse de l’Abbaye Gebäudereste der Abtei in einen Bauernhof verbaut. In Annecy erinnern die Rue de Bonlieu und der Name des Kulturzentrums Centre-Forum Bonlieu an das einstige Kloster.

### Handbuchliteratur
- Gallia Christiana, Bd. 16, Spalte 497.
- Laurent Henri Cottineau: Répertoire topo-bibliographique des abbayes et prieurés. Bd. 1. Protat, Mâcon 1939–1970. Nachdruck: Brepols, Turnhout 1995. Spalte 421.
- Bernard Peugniez: Le Guide Routier de l’Europe Cistercienne. Editions du Signe, Straßburg 2012, S. 355.
- Gereon Christoph Maria Becking: Zisterzienserklöster in Europa. Kartensammlung. Lukas Verlag Berlin 2000, ISBN 3-931836-44-4, Blatt 73 B.